# NuBus

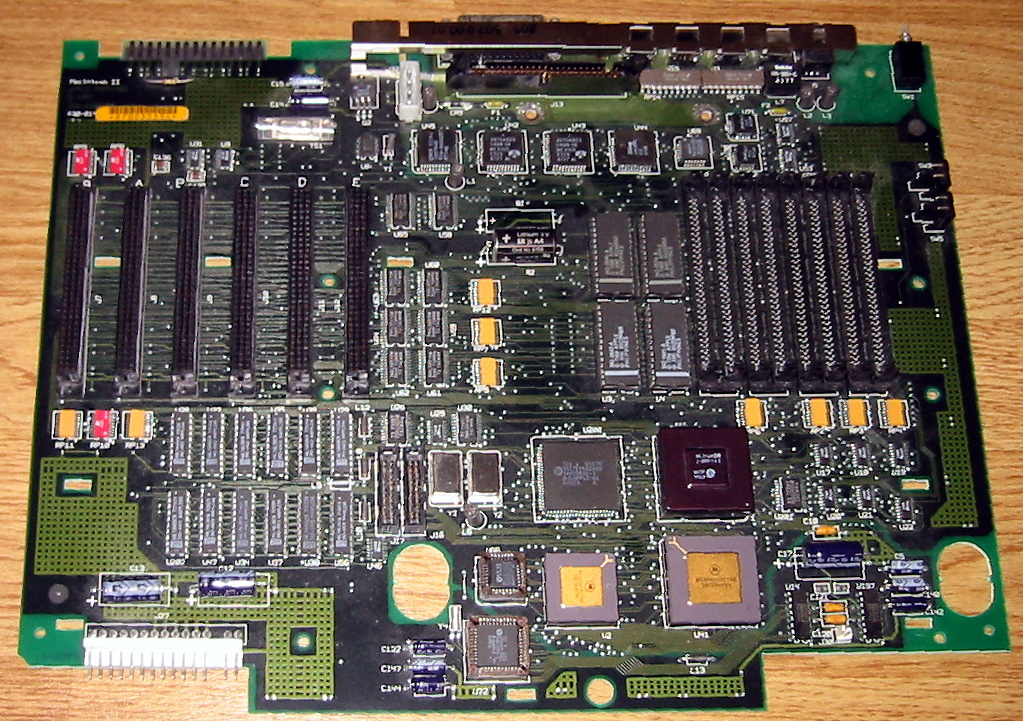
Placa base del Macintosh II: a l'esquerra, sis ranures Nubus.

NuBus és un bus paral·lel de 32 bits, desenvolupat originalment al MIT com a part del projecte d'estacions de treball NuMachine. La primera implementació completa del NuBus i NuMachine va ser feta a través de Western Digital per a la seva NuMachine, i per a les màquines «LMI-Lambda» de Lisp Machines Inc. El NuBus es va incorporar més tard en els productes de Texas Instruments (Explorer), Apple Computer i NeXT. Va ser reemplaçat pel bus PCI a finals del 1995.